# Campeonato Uruguayo de Divisional D 2021
El Campeonato Uruguayo de Divisional D 2021 fue el 42º torneo de cuarta categoría organizado por la AUF, correspondiente al año 2021. Se realizó de manera experimental, luego de 43 años sin disputarse torneos de cuarta categoría, y no otorgó ningún ascenso a la categoría superior.

## Sistema de disputa
La liga se constituyó por 8 clubes metropolitanos (equipos de la ciudad de Montevideo y de otras localidades dentro de un radio de hasta un máximo de 50 kilómetros de distancia), divididos en 2 grupos de 4 equipos cada uno. Los ganadores de cada grupo disputaron la final del campeonato, a partido único.

## Equipos participantes

### Información de equipos
| Equipo                  | Ciudad             | Fundación               | Temporadas | Temp. Consecutivas | Títulos | Indumentaria    | Procedencia / Última participación en AUF      |
| ----------------------- | ------------------ | ----------------------- | ---------- | ------------------ | ------- | --------------- | ---------------------------------------------- |
| Cinco Esquinas          | Pando              | 8 de noviembre de 1934  | 1          | 1                  | —       | Red Sport       | Liga de Fútbol Regional del Este (Pando)       |
| Cooper                  | Montevideo         | 25 de agosto de 1937    | 6          | 1                  | 1       | Kelme           | Primera División "C" 1980                      |
| Deutscher               | Montevideo         | Desconocida             | 1          | 1                  | —       | Mgr Sport       | Sin antecedentes                               |
| Hacele un Gol a la Vida | Montevideo         | 8 de octubre de 2010    | 1          | 1                  | —       | Sin marca       | Sin antecedentes                               |
| Keguay                  | Toledo             | 25 de agosto de 2000    | 1          | 1                  | —       | Mgr Sport       | Liga Regional General Artigas de Fútbol (Tala) |
| Paso de la Arena        | Montevideo         | 1 de septiembre de 1949 | 1          | 1                  | —       | Nass            | Divisional Extra "B" 1960                      |
| Rincón                  | Ciudad de la Costa | 14 de noviembre de 2005 | 1          | 1                  | —       | Marathon Sports | Fútbol infantil                                |
| Unión de San José       | Ciudad del Plata   | 26 de febrero de 2020   | 1          | 1                  | —       | TDH Sports      | Sin antecedentes                               |

### Distribución geográfica de los equipos
| Localidad          | Cantidad | Equipos                                                      |
| ------------------ | -------- | ------------------------------------------------------------ |
| Montevideo         | 4        | Cooper, Deutscher, Hacele un Gol a la Vida, Paso de la Arena |
| Ciudad de la Costa | 1        | Rincón                                                       |
| Pando              | 1        | Cinco Esquinas                                               |
| Toledo             | 1        | Keguay                                                       |
| Ciudad del Plata   | 1        | Unión de San José                                            |

## Sedes
Debido a que ningún equipo posee estadio propio, el campeonato se disputó en canchas neutrales. Se utilizaron dos escenarios:
| Estadio               | Ciudad     | Propietario        | Capacidad | Partidos |
| --------------------- | ---------- | ------------------ | --------- | -------- |
| Olímpico Pedro Arispe | Montevideo | Rampla Juniors     | 6.190     | 8        |
| Parque ANCAP          | Montevideo | Uruguay Montevideo | 1.500     | 5        |

## Sorteo
El orden de los números asignados a cada club determinará los cruces entre los equipos.
| Serie A - William "Tola" Ferreira |                  |
| #                                 | Equipo           |
| 1                                 | Cinco Esquinas   |
| 2                                 | Deutscher        |
| 3                                 | Keguay           |
| 4                                 | Paso de la Arena |

| Serie B - Luis "Gallego" Villar |                         |
| #                               | Equipo                  |
| 1                               | Cooper                  |
| 2                               | Hacele un Gol a la Vida |
| 3                               | Rincón                  |
| 4                               | Unión de San José       |

## Desarrollo

### Serie A - William "Tola" Ferreira
| Pos. | Equipo           | Pts. | PJ | G | E | P | GF | GC | Dif. |  |
| ---- | ---------------- | ---- | -- | - | - | - | -- | -- | ---- |  |
| 1    | Paso de la Arena | 7    | 3  | 2 | 1 | 0 | 6  | 1  | +5   |  |
| 2    | Cinco Esquinas   | 6    | 3  | 2 | 0 | 1 | 6  | 2  | +4   |  |
| 3    | Deutscher        | 3    | 3  | 1 | 0 | 2 | 2  | 6  | −4   |  |
| 4    | Keguay           | 1    | 3  | 0 | 1 | 2 | 1  | 6  | −5   |  |

Actualizado a los partidos jugados el 11 de diciembre de 2021.
 Fuente: AUF
|  | Clasificado a la final. |

| Paso de la Arena | 1:0 | Cinco Esquinas | Olímpico Pedro Arispe | 3 de diciembre | 17:00 | – |
| Keguay           | 0:1 | Deutscher      | Olímpico Pedro Arispe | 5 de diciembre | 17:00 | – |

| Paso de la Arena | 0:0 | Keguay    | Olímpico Pedro Arispe | 8 de diciembre | 17:00 | – |
| Cinco Esquinas   | 1:0 | Deutscher | Parque ANCAP          | 8 de diciembre | 17:00 | – |

| Deutscher      | 1:5 | Paso de la Arena | Olímpico Pedro Arispe | 11 de diciembre | 17:00 | – |
| Cinco Esquinas | 5:1 | Keguay           | Parque ANCAP          | 11 de diciembre | 17:00 | – |

### Serie B - Luis "Gallego" Villar
| Pos. | Equipo                  | Pts. | PJ | G | E | P | GF | GC | Dif. |  |
| ---- | ----------------------- | ---- | -- | - | - | - | -- | -- | ---- |  |
| 1    | Cooper                  | 7    | 3  | 2 | 1 | 0 | 10 | 1  | +9   |  |
| 2    | Rincón                  | 7    | 3  | 1 | 2 | 0 | 8  | 5  | +3   |  |
| 3    | Unión de San José       | 3    | 3  | 1 | 1 | 1 | 6  | 5  | +1   |  |
| 4    | Hacele un Gol a la Vida | 0    | 3  | 0 | 0 | 3 | 2  | 15 | −13  |  |

Actualizado a los partidos jugados el 12 de diciembre de 2021.
 Fuente: AUF
Notas:
1. ↑  La AUF le adjudicó 2 puntos a Rincón luego de su encuentro ante Unión de San José por la 1ª fecha.
2. ↑  A Unión de San José se le quitó el punto obtenido en el empate frente a Rincón por la 1ª fecha, debido a que el equipo alineó jugadores inhabilitados.

|  | Clasificado a la final. |

| Hacele un Gol a la Vida | 0:6 | Cooper | Parque ANCAP          | 3 de diciembre | 17:00 | – |
| Unión de San José       | 2:2 | Rincón | Olímpico Pedro Arispe | 5 de diciembre | 10:00 | – |

| Hacele un Gol a la Vida | 0:4 | Unión de San José | Parque ANCAP          | 9 de diciembre | 17:00 | – |
| Cooper                  | 1:1 | Rincón            | Olímpico Pedro Arispe | 9 de diciembre | 17:00 | – |

| Rincón | 5:2 | Hacele un Gol a la Vida | Parque ANCAP          | 12 de diciembre | 17:00 | – |
| Cooper | 3:0 | Unión de San José       | Olímpico Pedro Arispe | 12 de diciembre | 17:00 | – |

### Final
| 17 de diciembre de 2022, 16:30 | Cooper                                                                            | 4:0 | Paso de la Arena | Estadio Olímpico Pedro Arispe, Montevideo |  |
|                                | - Bruno Barreto 15' - Mauro Vila 39' - Franco Polacchini 53' - Daniel Cabrera 88' |     |                  |                                           |  |

|                           |
|                           |
| Campeón Cooper 2.º título |

## Goleadores
| Jugador            | Club                    | Goles |
| ------------------ | ----------------------- | ----- |
| Atilio Álvez       | Rincón                  | 3     |
| Ignacio Rodríguez  | Rincón                  | 3     |
| Daniel Cabrera     | Cooper                  | 2     |
| Jorge Zambrana     | Cooper                  | 2     |
| Bruno Barreto      | Cooper                  | 2     |
| Facundo Sosa       | Unión de San José       | 2     |
| Francis D'Albenas  | Unión de San José       | 2     |
| Jonathan Velázquez | Cinco Esquinas          | 2     |
| Matheus Jangrossi  | Hacele un Gol a la Vida | 2     |
| Nicolás Ferro      | Paso de la Arena        | 2     |
| Gonzalo Rodríguez  | Deutscher               | 2     |